# Thüringer Barthuhn

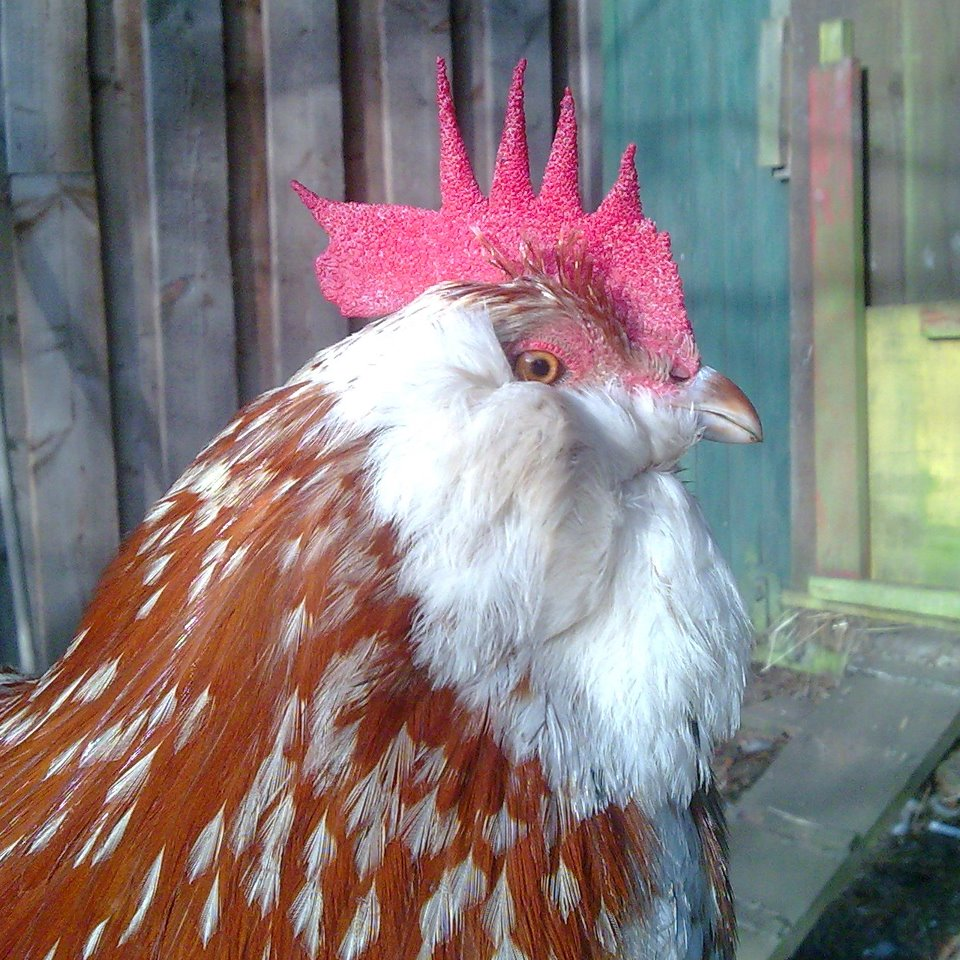
Hahn

Das Thüringer Barthuhn ist eine deutsche Hühnerrasse aus der Gruppe der Haubenhühner, stammend aus dem Bundesland Thüringen, mit einem charakteristischen Federwuchs im Halsbereich („Bart“).

## Geschichte
Es gibt Berichte über das Vorkommen von bärtigen Haubenhühnern im westlichen Teil des Thüringer Waldes Mitte des 18. Jahrhunderts, die unter dem Namen Pausbäckchen bekannt standen. Möglicherweise stammen diese von Paduaner Haubenhühnern und lokalen Hühnern ab.

## Farbschläge
Das Huhn ist offiziell anerkannt in den Farbschlägen blau-gesäumt, chamois-weißgetupft, gelb, gesperbert, gold-schwarzgetupft, rebhuhnhalsig, schwarz, silber-schwarzgetupft und weiß.

## Sonderverein
In Deutschland wird die Rasse betreut durch den Sonderverein zur Erhaltung der Thüringer Barthühner und der Thüringer Zwerg-Barthühner, der 1990 aus dem Zusammenschluss der bis dahin getrennten ost- und westdeutschen Sondervereine entstanden ist.